# El viento que arrasa (película de 2023)
El viento que arrasa es una película dramática argentina de 2023 dirigida por Paula Hernández. Se trata de la adaptación del libro El viento que arrasa (2012) escrito por Selva Almada.
La película fue seleccionada para participar en la sección Centrepiece en el Festival Internacional de Cine de Toronto de 2023. A su vez fue elegida para competir en la sección Horizontes Latinos en el Festival Internacional de Cine de San Sebastián 2023.

## Sinopsis
Atrapada por la fe ciega de su padre, el reverendo Pearson, Leni le acompaña en su misión evangélica. Un accidente banal les obliga a parar en el taller de El Gringo. Cuando el Reverendo se obsesiona con salvar el alma de Tapioca, el hijo del mecánico, Leni se da cuenta de que ha llegado el momento de tomar su destino en sus propias manos.

## Reparto
- Alfredo Castro como Reverendo Pearson
- Sergi López como Gringo
- Almudena González como Leni
- Joaquín Acebo como Tapioca
- Roberto Suárez como Pastor Zack
- Cecilia Caballero Jeske como Ofelia Zack

## Premios y nominaciones
| Premio/Festival de Cine                  | Fecha del evento                     | Categoría                        | Nominado                            | Resultado | Ref.        |
| ---------------------------------------- | ------------------------------------ | -------------------------------- | ----------------------------------- | --------- | ----------- |
| Festival de Toronto                      | 7 de septiembre al 17 de septiembre  | Centrepiece                      | El viento que arrasa                | Nominado  | [ 1 ]       |
| Festival de San Sebastián                | 22 de septiembre al 30 de septiembre | Horizontes latinos               | El viento que arrasa                | Nominado  | [ 2 ]       |
| Festival Internacional de Cine de Tromsø | 15 de enero al 21 de enero de 2024   | Premio Aurora                    | Paula Hernández                     | Nominada  | [ 3 ]       |
| Festival de Cine de Gotemburgo           | 26 de enero al 4 de febrero de 2024  | Premio dragón del jurado juvenil | Paula Hernández                     | Ganadora  | [ 4 ]       |
| Premios Martín Fierro de Cine y Series   | 21 de octubre de 2024                | Mejor actor de drama             | Alfredo Castro                      | Nominado  | [ 5 ]       |
| Premios Martín Fierro de Cine y Series   | 21 de octubre de 2024                | Mejor fotografía                 | Iván Gierasinchuk                   | Nominado  | [ 5 ]       |
| Premios Sur                              | 23 de julio de 2025                  | Mejor actor                      | Alfredo Castro                      | Nominado  | [ 6 ] [ 7 ] |
| Premios Sur                              | 23 de julio de 2025                  | Mejor actor revelación           | Joaquín Acebo                       | Nominado  | [ 6 ] [ 7 ] |
| Premios Sur                              | 23 de julio de 2025                  | Mejor guion adaptado             | Leonel D'Agostino y Paula Hernández | Ganadores | [ 6 ] [ 7 ] |
| Premios Sur                              | 23 de julio de 2025                  | Mejor diseño de vestuario        | Mónica Toschi                       | Nominada  | [ 6 ] [ 7 ] |
| Premios Sur                              | 23 de julio de 2025                  | Mejor sonido                     | Catriel Vildosola                   | Nominado  | [ 6 ] [ 7 ] |